# バグズ・ライフ
『バグズ・ライフ』（原題：A Bug's Life）は、ピクサー制作、ディズニー配給による1998年公開のアメリカのフルCGアニメーション映画である。
ピクサー作品全体（短編含む）では8作目の作品であり、ディズニー・オン・アイスで2001年日本公演作品『センテーニバル』登場作品の一つでもある（ディズニー・オン・アイスで登場したピクサー作品としては2番目）。同時公開短編は『ゲーリーじいさんのチェス』。イメージ・ソングにホフディランの「STAND」が使用された。アメリカ本国および日本ではピクサー長編アニメーションとしては、最後のレーザーディスク版発売作品となった。またピクサーの長編映画か日本で3月に公開されるのは1996年公開の「トイ・ストーリー」以来3年ぶりとなる。

## 概要
「トイ・ストーリー」のスタッフによるピクサー第二の長編。誕生のきっかけは「トイ・ストーリー」制作が大詰めを迎えたある日の昼食中の某スタッフの会話である。それから、虫の生態リサーチングをし、その99パーセントを忘れ、キャラクターの性格を掘り下げることに力を注いだ。今作の誕生はイソップ童話をヒントにした(ブルーレイの映像特典も「アリとキリギリス」である)。製作に当たっては「トイ・ストーリー」の十倍もの処理能力を持った最新式コンピュータが採用され、霧や雨、稲妻や炎、キャラクターの動きなどがよりリアルに表現できた。
日本では1999年3月より全国で吹き替え版と字幕スーパー版が拡大公開された。
日本でのセルビデオ出荷本数は120万本。

## ストーリー
とある高原の池に浮かぶ、アリの島アント・アイランド。そこで働くアリたちは雨季に備えて食料を集めていた。その日々にアリたちは苦労し、女王の長女アッタ姫も毎日のようにくたびれていた。
そんなある日のこと、発明家のフリックがまたトラブルを起こしていた。彼の発明した、刈り取り機は枝を刈り取って穀物をためるというものだったが、食料を取り終えると枝を遠くへ飛ばすという危険なものだった。他のアリたちは彼の発明に呆れ、彼を「歩く災難」と呼んでいた。そんな彼を唯一慕っているのは、アッタ姫の後継ぎとなる次女・ドット姫だった。彼女もまだ小さいので飛ぶことができずにいた。同じ悩みを持つ二人は仲良くなった。その時、バッタ一味が来る合図の警笛が聞こえた。アリたちが食料を集めていたのは、自分たちのためでなくバッタたちのためだったのだ。アリたちは慌てて巣の中へ急ぐも、遅れたフリックが発明品を投げ捨てたせいで土台が崩れ、食料が一つ残らず川の中へ落ちてしまう。慌てたフリックはこのことを姫に伝えようとするも、巣の上からバッタ一味の食料がないとの声が聞こえ、巣の天井を突き破ってバッタ一味が乗り込んでくる。一味のリーダー・ホッパーが「雨季が近づくと、アリが食料を集め、それをバッタが食べる」という持論を話す途中で、ホッパーの弟・モルトが「ホッパーが鳥に食われかけた」ことを暴露してしまう。頭にきたホッパーは「帰るまでは一言もしゃべるな」と警告し、モルトを殴ろうとするが、なぜか別のバッタを殴った。実は死んだ母の遺言で弟を殴れなかったのだ。そこでホッパーはアリたちにやり直しを命じる。女王は「自分たちの食料はどうするの」と問いかけるも、ホッパーは「逆らうやつはこうなるぞ」と指を鳴らす。そこにサンパーが現れた。他のバッタより飢えており、かなり凶暴な性格のバッタだった。ホッパーはドットを捕まえ、サンパーの餌食にしようとした。フリックはドットを助け、ホッパーは「雨季が来るまでに二倍食料を集めろ」と無理難題を言い残すとそのまま飛び去っていった。
その後、裁判が行われた。フリックが食料集めに失敗した責任を負わされたのだ。そこでフリックは「バッタを食い止められる用心棒探しに出かける」と言い放つ。最初は止めようとしたアッタ姫だったが、そうすればしばらく問題が起きなくて済むと考え、半ば追放という形でフリックに用心棒探しを任せる。その魂胆も知らずに、フリックは用心棒探しに出かけたのであった。
一方、郊外の草畑の中では客達にバカにされ、帰られてしまったり、返金要求をされる等、いまいちパッとしないサーカス団のライブが行われていた。そんな中、ある事故で団長のP.T.フリーが全身に火傷を負ったため、団員の全員を解雇する。
その夕方、元団員達はトレーラーハウス下の都会の居酒屋で別れを惜しむ会をしていた。何週間も都会を探す旅をしたフリックは居酒屋に入るが、どの用心棒も強そうには見えない。その時にサーカス団員は不良たちに絡まれていた。そこで団員たちはサーカスでしていたロビン・フッドのお芝居を披露し、自分たちは「伝説の戦士」だと言い張る。それを聞いたフリックはお芝居とも知らずに感動し、彼らを用心棒として雇うことにした。他の団員たちも芸人のスカウトマンだと勘違いし、彼と共にアント・アイランドへ戻ることにした。
意気揚々とアント・アイランドに着いた一行だったが、次第に団員らは国民たちの歓待の劇から「バッタと戦う戦士」として称えられ、歓迎されていることを知る。団員たちはこっそりフリックに自分達は戦士ではなくサーカス団員であることを告げ、互いに正体を知ることになり、団員たちは逃げ出そうとする。バレたら、本当に追放されてしまう。そう思ったフリックは彼らを呼び止めようとするが、突然逃げ出した。実はそこには鳥の巣があった。ドットはフリックを助けようとするが、逆に追い詰められてしまう。そこで団員たちはドットを助け、鳥を追い払うことに成功する。団員たちは歓迎され、戦士として残ることを決めていた。そこで彼らはフリック発案のアイデアを戦士の発案と偽り、バッタ一味に太刀打ちできるように、本物そっくりの鳥の人形を作ることにした。それと同時に食料集めもほったらかしにしていた。
その頃、バッタ一味のアジトでは、ホッパーに不満を持つバッタたちが「アント・アイランドに雨が降ったら殺虫剤を吸ったみたいにお陀仏だ」と文句を言っていたが、身分が違うので意見することができない。彼らはモルトをホッパーの弟だから「副社長だろ?」とおだてる。すっかり乗せられたモルトは、兄であるホッパーに「ちょっとだけの食料のために、なぜ戻るんだ?」と言うも、逆に怒らせ、モルトは自分がおだてられたことを弁解する。それを聞いたホッパーは部下の不信を悟り、「当分の間アジトに残ろう」と彼らに告げ、自身の心変わりを装った。「ここには食料があるのに、わざわざ戻るとはバカげてる」と言いながらも、ホッパーは一匹のアリ（フリック）が抵抗したことを部下たちに語る。しかしモルトをおだてた部下は「ちんけな一匹」と耳を貸さなかった。そこでホッパーは彼らに穀物を一粒投げつけ「痛いか」と尋ねるが無論痛がるどころか笑い飛ばしていた。しかしついには穀物の瓶を開け、その部下たちを無数の穀物の下敷きにしてしまう。「あそこに居るアリたちは、俺たちより大勢いる。もし奴らがそれに気づいたら、もうこんな暮らしもできなくなる。食料のためじゃなく、誰がリーダーに相応しいかを教えるために戻るんだ!」と宣告した。それを聞いたバッタたちは早速、アント・アイランドへ出発した。一時はホッパーに楯突いたモルトも、兄の持論とその賢さを褒め称えるのだった。
一方、アント・アイランドでは宴が行われていた。そのどさくさに紛れ、フリックはサーカス団を逃がそうとするも、鳥の制作でアリたちと交流を深めた一行はもう少しここに残りたいという。更にアッタ姫はフリックが団員たちを見つけたことに感謝していた。その時、サーカスの団長フリーがやって来た。実はあの事故が大ヒットしたので、サーカスを再び開こうと団員たちを探していたのだ。それにより連れてきた虫達が戦士ではなく、ただのサーカス団員だということが周りにバレ、フリックは一同からの信頼を失い、サーカス団と共にアント・アイランドから追放されてしまった。
その後、アント・アイランドではアリたちが食料集めに奔走していた。しかし、数は足りず、そこへバッタ一味が現れ、「食料をすべて集めるまでは休むな!」とホッパーはアリたちを怒鳴り散らす。その間、ドットはブルーベリーズを集め作戦会議を開こうとするが、秘密基地の前をホッパーの部下が通りかかったため息を潜める。その際にホッパーの本当の狙いは"女王の命"だということを聞き、フリックを探そうとするが、サンパーに見つかり追いかけられる。逃げるのに必死になっているうちについには飛べるようになり、フリックを追いかけた。一行を見つけたドットは彼に戻るように言うが、フリックは自分の失敗が原因で皆に迷惑をかけたことを償い戻ろうとしなかった。しかし以前自分がドットを励ましたときと同じように、ドットが励ましてくれたことでフリックは気力を取り戻し、サーカス団員たちもフリーを監禁し、アント・アイランドへ戻っていった。
フリックとサーカス団員たちは、ブルーベリーズで協力しサーカスとマジックショーで女王を救い、フリックが作った偽物の鳥でバッタ一味を翻弄する。ところが、順調だった鳥の操作を誤り、フリーの監禁されていた箱にぶつかったことでフリーが外にでてしまい、偽物の鳥を本物の鳥だと勘違いして火を放ち燃やしてしまう。それを見てアリたちの作戦を知ったホッパーは激怒する。ホッパーはアッタ姫をブルーベリーズ諸共襲い掛かろうとしたが、フリックが「すべて僕が一人で考えたことだ」と言い放つ。ホッパーはサンパーにフリックを襲わせ痛めつけた。そして、フリックはホッパーが女王を抹殺しようとしたことを国民に暴露する。ホッパーはアリたちに「お前たちは何も考える必要などない。ただ俺たちのために食料を集めて入ればいいんだ」と言う。しかし、フリックは語る。「アリはバッタの奴隷じゃない。アリは優秀で働き者だ。だから、お前たちの分まで食料を集められたんだ。弱いのはどっちだ?我々にはお前たちは必要なんかない、お前たちがアリを必要としているんだ」と。他のアリたちもフリックの意見に同意し始めた。そして、フリックは「お前だってわかるはずだ、アリの方が強いんだ！」と挑発する。頭に来たホッパーはフリックを殴り飛ばし、女王の代わりにフリックを殺そうとしたがアッタ姫がフリックを庇って阻止する。ホッパーが振り向くとそこにはバッタ一味より大勢の団結したアリたちとサーカス団員がいた。そして、アッタ姫はホッパーに「正しい自然の法則は、アリが食料を集めそれを蓄える。無関係の者は出て行って」と告げるや否や、アリたちとバッタ一味の対決が始まった。ところが数の差で劣るバッタ一味の負けとなり、モルトを含むバッタたちはホッパーを置いて、サンパーですら逃げだしてしまった。置き去りにされたホッパーはアリたちに捕まり、大砲で飛ばされそうになる。しかしタイミング悪く雨季になり、大雨が降りだしてしまった。人間にとっては普通のしずくでも、虫にとっては大きな水爆弾のようなもの。それを利用したホッパーは大砲の勢いで、フリックを連れ去ってしまう。しかし、逃げる途中でホッパーはフリックを助けにきたサーカス団員たちにより触角を片方抜かれ、さらにアッタ姫はフリックを救出する。なんとか逃げ切れたフリックだが、再びホッパーに見つかり、「鳥は時間稼ぎに終わったんだ!あんな小細工は役に立たん、あの世で見てるんだな!」と彼に絞め殺されそうになったが、そこに鳥が現れた。ホッパーはこれも「またお前たちの作ったハリボテ鳥か?何度やっても同じだぞ！」と偽物だと勘違いするが、実はこれは本物の鳥だった。フリックはあえて鳥の住処にホッパーをおびき寄せ、今度は本物の鳥を利用して彼を騙したのである。気づくのが遅すぎたホッパーはタイミングを失い逃げられず、そのまま鳥に捕まり雛達の餌になり、自然の法則である食物連鎖に則った最期を迎えた。
そして、事件から次の春。フリックとサーカス団員たちの活躍でホッパーを倒し、アント・アイランドに平和が戻った。フリックの発明で収穫を行う中、サーカス団との別れが迫っていた。アリの一部やモルトはサーカス団員として雇われ、彼らの車に乗り込んだ。ついに出発の時、勝利と平和と誇りを取り戻すこと導いたフリックへの拍手とともに、アッタ姫は女王へ昇進し、ドットも姫の後継ぎとなっていた。
サーカス団は出発し、ハイムリックには蛹から出て蝶の羽が生えた。飛び始めたサーカス団を国民の歓声の中、フリックの収穫期を応用した礼砲が発射され、フリック・アッタ・ドットの見送る中サーカス団は飛んで行くのであった。

## キャラクター

### アント・アイランドの住民
フリック（Flik）
本作の主人公。アント・アイランドに住む発明家で青年のアリ。少々ドジで、数々の変わった発明をするが大半は空回りに終わる。しかし、まっすぐな信念を持ち、「役に立ちたい」という他者を思いやる気持ちも持っている。また作中きってのアイデアマンであり、作戦のほとんどは彼発案のもの。アッタ姫に自らの提案した用心棒のスカウトマンに任命され、都会へ用心棒探しに行くことになる。実はアッタ姫に好意を寄せている。一人称は「ぼく」。
終盤でハリボテ鳥が燃やされた後、傷付きながらもホッパーに勇猛果敢に立ち向かい、多くのアリたちにリーダーとして認められることになる。
NG集によると、1度バズ・ライトイヤーの決め台詞を言ってみたかったらしい。
後にガイド&エンターテインメントビデオ「アニマルキングダム ダンス!ダンス!大冒険!!」でガイドを務める。自称、世界一のサファリガイド。また、自らのパスポートを紹介する。また、サークル・オブ・ライフを1度紹介してみたかったらしい。
更に後にハイムリックと共にミニサイズで『トイ・ストーリー2』NG集にゲスト出演し、『カーズ』ではフォルクスワーゲン・バグ（ビートル）になって出演。『トイ・ストーリー2』でのゲスト出演した際、彼は主人公コンビとしてのツッコミ役を担当していた。
アッタ姫（Princess Atta）
本作のヒロインでアント・アイランドの王女。的確な判断や国を守るための任務を果たすよう努力しているが、自信を持つことができずに苦悩している。しかし聡明で美しく、国民の信頼を得ていることも事実。王国を脅かすバッタ達と戦うために、フリックを用心棒探しに任命した（本当はトラブルばかりを起こすフリックを厄介払いする為）。物語最後に女王から王冠を託され、女王となった。一人称は「私」。
NG集ではよくミスを犯し、とあるシーンでは15回も同じミスを（実際に放送されたのは3回だが、1回目の放送の時点でカチンコに13回目と記されていて、3回目の放送で疲れたホッパーの口から15回目であることが語られる）してホッパーから呆れられたり、足を滑らせたりしていた。
ドット姫（Princess Dot）
アッタ姫の妹。フリックの発明品の価値を認める唯一の理解者。身体は小さくて華奢だが、勇敢で自分の倍以上の背丈を持つバッタに立ち向かうことのできる気の強いアリ。小さな羽で飛ぼうとするが、なかなか上手く飛べない為、一部の子供達にはバカにされている。女王やアッタ姫も彼女を幼すぎるとして社会から引っ込ませようとするが、実は子供アリ隊「ブルーベリーズ」の最年少リーダーである。物語最後に女王となったアッタが投げ捨てた冠を拾い、王女に就任した。一人称は「あたし」。
NG集でのミスは、まさに子役といったもの。
女王（The Queen）
アント・アイランドの老女王。経験豊富で統率力も高く、国民からの信頼も厚い。しかし引退を考えており、次期女王に長女のアッタ姫を任命するつもりである。ペットのエイフィーを大事に育てている。
物語最後ではアッタに女王の座を受け渡すつもりでいたのか「やっと休む時間が出来た」と呟いている。
エイフィー（Aphie）
女王のペットであるアリマキ。
NG集では撮影中に排尿してしまう。
ソーニー（Thorny）
アント・アイランドの統治議会議員。フリックの発明にはいつも呆れているが、最後には彼の発明した芝刈り機を正規採用し、自らも使用していた。
フローラ先生（Dr. Flora）
アント・アイランドの健康福祉局の女性。
NG集では「アッタ姫」のことを「アバ様」と言い間違えたり、パネルを倒したりしていた。
コーネリアス（Cornelius）
農業の専門家の長老。「古きよき時代」のことばかり話したがり、フリックの新しい機械に文句をつける。ソーニーと一緒にいることが多い。
アクロバット・チーム（The acrobat team）
バッタ達にアクロバットで転がる攻撃を仕掛け、終戦後はそのままサーカスに加わった。

### バッタ一味
ホッパー（Hopper）
本作のディズニー・ヴィランズで、 各地を放浪するゴロツキバッタ達のリーダー。片目の色が違うのは鳥につつかれて失明したからであり、それ以来鳥が大の苦手。本来体色は緑だが、脱皮前なので茶色い体色をしている。持論の「アリは食べ物を集め、その食べ物をバッタが食べる」という自然の摂理を盾に、初夏になるとアント・アイランドを仲間たちと共に訪れ、用意された大量の食べ物を食い散らかしていた。そんな中、自分にたてついたフリックを見て、バッタよりも遥かに数が多いアリが襲い掛かれば一生食料にあり付けなくなる事を危惧する。その為、アリたちに自分がリーダーだと教え、女王の命を奪った上で雨季の豪雨でアリたちを殺そうとたくらむ。冷酷かつ荒々しい性格の持ち主だがリーダーとしての統率力は高く頭の回転も早い。また、母親の遺言を忠実に守り弟には手を出さないなど、同胞や家族は大切にする一面もある。一人称は「俺」。
物語終盤では憎きフリックを殺そうと執拗に追跡し、ついに彼を追い詰めて首を絞めて殺そうとするも、逃げるふりをしながら本物の鳥の巣の近くまでおびき出したフリックの罠に掛かっており、親鳥に捕まってその雛の餌とされ死亡。これまで弱者から搾取するために散々振りかざしてきた自然の摂理が自分自身に降りかかって強者の餌食になるという、因果応報ともとれる皮肉な最期を遂げた。
NG集では、同じ箇所で何回も同じミスを犯すアッタやモルトに対して「勘弁してくれよ…」と愚痴をこぼすなど、本編とは違い常識人なツッコミ役で、更に怪我を装おうとして本当に怪我をしてしまったスリムにうっかり失笑してしまうなど、かなりフレンドリーな印象が強い。
「アニマルキングダム ダンス!ダンス!大冒険!!」にパスポートが登場。
モルト（Molt）
ホッパーの弟。ホッパーと同じゴロツキバッタ集団に属している。冷酷かつ荒々しい兄とは対照的に、子供っぽくお調子者でおしゃべりでどこか憎めない。亡くなった母親の遺言があるため、ホッパーに殴られたことがない事から、兄を説得させるのは彼しかいない。その為、他のバッタたちからは「副社長」とおだてられながら、体裁よく面倒役を押し付けられている。ホッパー同様、脱皮前であるが脱皮の皮が少しずつ剥がれている（終盤では完全に剥がれた）。口癖は「ゴメンね」。すべてが終わった後は、その性格と大きな体格ゆえの力持ちさが採用され、サーカスの団員となった。一人称は「ボク」で、ホッパーに対しては「アニキ」と呼んでいる。
NG集においては笑い上戸で何度も同じ箇所で笑ってしまうNGを出してホッパーを呆れさせたり、カメラを引き倒すなど本編と変わらぬ間抜けぶりをみせる。
サンパー（Thumper）
ホッパーの手下。普通のバッタと違って、怪物のような奇声や咆哮を上げる凶暴な性格。体格もホッパー達より大柄であるが非常に痩せこけていて、飢えているようにも見える。
最後はアリ達の団結にものともせず、ドットを威嚇するがディムの咆哮を受けて敗北し、追い払われた。
NG集では、「演技にイマイチ迫力がない」と自分からNGを申し出る等、ホッパー同様に劇中とは正反対な生真面目さや勤勉ぶりを見せており、終始奇声や咆哮のみ上げていた本編と違って普通に話している（しかも言葉遣いもかなり丁寧で、紳士的かつインテリ風）。

### サーカス団の虫達
スリム（Slim）
ナナフシ。サーカスの道化。クールで生真面目な性格だが少し神経質。舞台俳優を目指しているが、サーカスでの役回りが「小道具」（箒、棒、剣など）に近いことを気に病んでいる。細い体のせいで軽く、力もない。そのうえ物語終盤では、フランシスと共にホッパーを追いかけるが、途中で枝木に引っかかってしまい、フランシスも探すのに苦労するという始末。一人称は「私」だが、NGでは一度だけ「俺」と言っていた。
NG集では顔が見切れたり、飛んでいる最中にコバエを飲み込んでフランシスに笑われたり、怪我に見せかけるシーンで本当に怪我をしてホッパーに笑われるなど本編以上にひどい扱いを受けることが多いが、フランシスの鼻毛らしきものについつい失笑してしまう。
ハイムリック（Heimlich）
バイエルン出身の食いしん坊のイモムシ。サーカスでは道化師をしているが、客の食べものを欲しがるので受けは良くない。いつか綺麗な蝶になることを夢見ており、ラストでは蝶になるが羽が生えている以外はそのままだった（しかも蛹から出た後に広げた羽もあまりに小さすぎて自分で飛べず、結局フランシスとマニーに持ち上げられてアントアイランドから去っていった）。一人称は「オイラ」。
NG集ではカメラにぶつかったり、ディムから落っこちるなど損な役割が多い。
『アニマルキングダム ダンス!ダンス!大冒険!!』にパスポートが登場。
『トイ・ストーリー2』NG集にて、フリックと共にゲスト出演した。その際では主人公コンビでのボケ役という立場である。また、『トイ・ストーリー2』本編でもフィギュアとして「アルのトイバーン」店内に彼が6匹程置かれてあり、『カーズ』のジョー・ランフト追悼シーンでも登場した。
フランシス（Francis）
テントウムシ。サーカスの道化でジャグリングもお手の物。長いまつ毛と大きな瞳の容貌からメスと思われがちだが実はオス。そのコンプレックスからか女扱いされるのを嫌っている。口が悪く、客と喧嘩を起こすこともある。しかし、根は温厚で子供好きであり、ブルーベリーズとはすぐ仲良くなる。一人称は「俺」。
NG集では鼻から鼻毛のようなものが出ており、スリムに笑われるが、スリムがコバエを飲み込んだ際には彼を笑い返した。
『アニマルキングダム ダンス!ダンス!大冒険!!』にパスポートが登場。
マニー（Manny）
老マジシャンのカマキリ。昔は有名なマジシャンだったらしいが、今では年のせいで客にバカにされ、ロクに手品をしたことがない。ジプシーの夫。相手に対しては常に謎めいた口調で話す。ラストではホッパーたちに人質に取られた女王を手品を使って救出する役割を担った。一人称は「わたくし」。
ジプシー（Gypsy）
マニーの妻であり彼のアシスタントをつとめるマイマイガ。背中の羽に鳥の嫌がる目玉模様をもつ。一人称は「私」。
ロージー（Rosie）
未亡人のクロゴケグモで、夫を亡くし行き場を失くしたところでフリーに採用された。素早く糸を張ることができる。面倒見が良く人情にも厚い。男勝りで姉御肌な人望もあり。ディムとタッグを組んでおり、彼の母親代わりという存在である。一人称は「あたし」。
NG集では工事の音が気になって集中が途切れるといった一面も見せた。
タック&ロール（Tuck and Roll）
皮肉屋の双子のダンゴムシ。眉の繋がっているほうがロールで繋がっていないほうがタック（これ以外で2人を見分ける方法はない）。
ハンガリー出身のためP.T.が団員全員を解雇する際に発した「You Fired!」以外は英語（日本語では「お前クビ！」以外は日本語）が話せず、他の仲間たちは意思疎通に苦労しているが、本人たちは全く気にしていない様子（それ以前にその状況を理解しているのかも怪しい）。後にホッパーたちの前で芸を披露し、気に入られる。転がって移動したり、それぞれ肩車していることが多い。ハンガリー語部分は全て原語版流用。
NG集ではオナラやゲップをしたり、練習で失敗ばかりするといったシーンが見られる。
『アニマルキングダム ダンス!ダンス!大冒険!!』でフリックに情報を提供していたダンゴムシが、彼らなのかは不明。
『トイ・ストーリー2』ではハイムリック、ディムと共に「アルのトイバーン」店内に彼らのフィギュアが複数の数で登場している。
ディム（Dim）
大柄だが臆病なカブトムシ。サーカスではロージーと組んでやる猛獣ショーで、猛獣役をしており、その雄叫びはサンパーすら震え上がるほど。見た目通りの体力があり、怪力と体重が自慢。一人称は「俺」。
終盤ではアリの団結に関わらずサンパーがドットを怖がらせていたときは彼女は「言うこと聞かないならこうよ」と同時に強烈な咆哮を上げてサンパーを追い払った。
NG集ではハイムリックをカメラにぶつける、落っことすなど不器用な一面を見せた。
『トイ・ストーリー2』ではハイムリック、タック&ロールと共に「アルのトイバーン」店内に彼のフィギュアが複数の数で登場している。
P.T.フリー（P.T.Flea）
本作のもう一人のディズニーヴィランズでフリック以上のトラブルメーカー。サーカス団長を務めるノミ。お金のことにしか頭になく、儲かるためならなんでもし、自分の身の危険も厭わない。また、サーカス団員たちをただ働きさせている。「地獄の炎」という芸（というよりほぼ事故）を行い、客を盛り上げさせることに成功したが、その事故で全身に火傷を負い、サーカス団員の大半を解雇する。
一行の正体がサーカス団員であることを打ち明けたためにフリックを含め全員が追放される原因を作った他、偽物の鳥を燃やしてホッパーを脅かす作戦を失敗させるなど、終始何の役にも立っていない。一人称は「俺」。
NG集では勢い余ってカメラにぶつかるなどモルト並みのボケをかます。
名前のフリー（Flea）はノミを意味する単語である。

### その他
鳥（Bird）
アント・アイランドの近場に巣を構える赤い小鳥。メス。子持ち。物語の終盤でホッパーを捕獲し、雛に食べさせることで殺した。
NG集では映画撮影用に用意されたロボット機材であった事が発覚する。
ウッディ（Woody）
『トイ・ストーリー』の主人公であり、本作ではゲスト出演としてNG集にてカチンコを鳴らす1シーンだけの登場 。
VHSに映像特典として『トイ・ストーリー2』の特報映像が収録され、連続登場といえる。

## 演出
- エンディングでは劇中の情景とNGシーン集を表示している。だが採用されなかったCGという事では無く、実写映画のNGシーン集を模して（CGのキャラがセリフ忘れや演技をミスする等）製作されており、以降のピクサー作品では『トイ・ストーリー2』『モンスターズ・インク』で同様な手法が採られている。劇中の情景表示は『ファインディング・ニモ』でも同様な手法が探られている。
また、NG集では仕掛け役がそれぞれ設定されている。

NG集の仕掛け役
『バグズ・ライフ』 - アッタ姫（ドジ）
『トイ・ストーリー2』 - ウッディ（イタズラ）
『モンスターズ・インク』 - ロズ（潜伏）
- 『モンスターズ・インク』を除いたDVD・Blu-ray Disc版ではクレジット無しのNG集も収録されてある。
- 『モンスターズ・インク』のブルーレイ版では独自のクレジットに置き換えられていたが、ブルーレイ版専用の特典としてクレジット無しのNG集が収録された。また、WOWOWで『モンスターズ・インク』が初放送された時も独自クレジットだったが、その後の放送ではNG集が収録されているバージョンで放送された。
- なお、『ファインディング・ニモ』よりNG集が廃止された理由は「ギャグがワンパターンになりかけていたから」との事である（『ファインディング・ニモ』DVDでのオーディオコメンタリーより）。

## 声の出演
| 役名           | 原語版声優                     | 日本語吹き替え |
| -------------- | ------------------------------ | -------------- |
| フリック       | デイヴ・フォーリー             | 宮本充         |
| ホッパー       | ケヴィン・スペイシー           | 壌晴彦         |
| アッタ姫       | ジュリア・ルイス＝ドレイファス | 土井美加       |
| ドット姫       | ヘイデン・パネッティーア       | 須藤祐実       |
| 女王アリ       | フィリス・ディラー             | 磯辺万沙子     |
| モルト         | リチャード・カインド           | 岡田吉弘       |
| P.T.フリー     | ジョン・ラッツェンバーガー     | 岡田吉弘       |
| スリム         | デヴィッド・ハイド・ピアース   | 伊藤和晃       |
| ハイムリック   | ジョー・ランフト               | 島香裕         |
| 不平を言うハエ | ジョー・ランフト               |                |
| フランシス     | デニス・リアリー               | 田中正彦       |
| マニー         | ジョナサン・ハリス             | 小山武宏       |
| ジプシー       | マデリーン・カーン             | 相沢恵子       |
| ロージー       | ボニー・ハント                 | 林佳代子       |
| タック&ロール  | マイケル・マクシェイン         | 水野龍司       |
| ディム         | ブラッド・ギャレット           | 郷里大輔       |
| Mr.ソイル      | ロディ・マクドウォール         | 仲野裕         |
| フローラ先生   | エディ・マックラーグ           | 佐藤しのぶ     |
| ソーニー       | アレックス・ロッコ             | 星野亘         |
| コーネリアス   | デヴィッド・オスマン           | 石波義人       |
| 鳥             | フランク・ウェルカー           | 原語版流用     |
| サンパー       | フィル・プロクター             | 北川勝博       |

| 牛山茂     | 寺内よりえ | 遠藤純一 |
| 簗瀬哲     | 辻つとむ   | 小谷野啓 |
| 河野清人   | 加納詞桂章 | 山下夏生 |
| 山下真実   | 今関愛美   | 中村有岐 |
| 宇野あゆみ | 稲葉洋介   | 小野泰隆 |
| 三浦斗夢   |            |          |

| 日本語版制作 |          |                                            |
| 翻訳         | 翻訳     | 松澤薫                                     |
| 演出         | 演出     | 向山宏志                                   |
| 録音制作     | 録音制作 | グロービジョン・スタジオ                   |
| 制作監修     | 制作監修 | 岡本企美子                                 |
| 制作         | 制作     | DISNEY CHARACTER VOICES INTERNATIONAL,INC. |

P.T.フリーの吹き替えは、カーズでは立木文彦が担当。

## スタッフ
- 監督:ジョン・ラセター、アンドリュー・スタントン（共同監督）
- 製作:ダーラ・K・アンダーソン、ケヴィン・リバー
- 脚本:アンドリュー・スタントン、ドナルド・マッケネリー、ボブ・ショウ
- 原案:ジョン・ラセター、アンドリュー・スタントン、ジョー・ランフト
- 音楽:ランディ・ニューマン
- ストーリー・スーパーバイザー:ジョー・ランフト
- 編集:リー・アンクリッチ
- スーパーバイジング・テクニカル・ディレクター:ウィリアム・リーベス、エヴェン・オストビー
- フォトギャラリー・ディレクター:シャーロン・キャラハン
- プロダクション・デザイナー:ウィリアム・コーン
- アート・ディレクター:ティア.W.クラッター、ボブ・ポーリー
- スーパーバイジング・アニメーション:グレン・マックイーン、リッチ・クウァード
- シェーディング・スーパーバイザー:リック・セイレ
- スーパーバイジング・レイアウト・アーティスト:エウァン・ジョンソン
- プロダクション・マネジャー:スーサン・タツノ・ハマナ
- サウンド・デザイン:ゲーリー・ライドストロム

## 主題歌
- 英語版 - The Time Of Your Life (ランディ・ニューマン)[6]
- STAND (ホフディラン)[7]
  - 1998年発売の『ディズニー・トリビュートアルバム We Love Mickey～ハッピー70thアニバーサリー』でホフディランが「きみもとべるよ!」を歌ったのを聞いたブエナ・ビスタ社が、彼らの歌い方と声質がランディ・ニューマンに似ているとして起用が決まった[8]。

## ディズニーパークのバグズ・ライフ

### テーマエリア
「バグズランド」（a bug's land）
ディズニーランド・リゾートのディズニー・カリフォルニア・アドベンチャーにある、バグズ・ライフをモチーフにしたテーマエリア。バグズ・ライフのアトラクションやレストランなどがある。

### アトラクション
「イッツ・タフ・トゥ・ビー・ア・バグ!」（It's Tough to Be a Bug!）
上記のバグズランドとウォルト・ディズニー・ワールド・リゾートのディズニー・アニマル・キングダムにあるシアタータイプの3Dアトラクション。虫の臭いや虫が動いているのを感じられる。
バグズランドのアトラクション
バウンティフル・バレー・ファーム
フリックス・フライヤーズ
フランシスのレディーバグ・ブギ
ハイムリックのチューチュー・トレイン
プリンセス・ドット・バドル・パーク
タック＆ロールのドライブ・エム・バギーズ

### パレード
東京ディズニーランド・エレクトリカルパレード・ドリームライツ
東京ディズニーランドの夜のパレード
サーカスフロート、葉っぱのフロートが登場し、フランシスとフリックとアッタ姫の台詞（日本語）もある。
2007年3月16日をもってリニューアルのため降板。

### ショー
ワンマンズ・ドリームII -ザ・マジック・リブズ・オン-
東京ディズニーランドのショーベース
東京ディズニーランドでは、バグズ・ライフがサーカスに登場。

## トリビア
- ジプシーを演じたマデリーン・カーンは公開の翌年（1999年）に亡くなられ、本作が遺作となった。
- 2006年のピクサー作品『カーズ』のエンディングにパロディ映画「バグズ（ワーゲン）･ライフ）」として登場している。フリックのベース車はフォルクスワーゲン・タイプ1（アメリカでの通称がバグ）であった。また、P.T.フリーの声優はカーズのマックやモンスターズ・トラック・インクのイエティに従い、立木文彦に変更されてある。また、ジョー・ランフト追悼シーンでは彼が声優となったハイムリックが登場する。
  - 『トイ・ストーリー3』ではP.T.フリーに似た3ドアハッチバックが登場する。
- ストーリー展開に関しては黒澤明の『七人の侍』と『荒野の七人』・『サボテン・ブラザース』を参考にしたと言われている。
- 4:3サイズのトリミング版では、ワイド版の左右の映像を切っているだけではなく、4:3のテレビサイズ用にキャラクタの再配置がなされてある。DVD版ではワイド版（シネマスコープ）とテレビサイズ版の両方が収録されている。ただし、ワイド版はアナログ向けであり、デジタルテレビでは字幕が1行しか表示されず、エンディングの画面パターンも『カーズ』や『トイ・ストーリー3』と同じような位置になる。
- DVDの劇場非公開NGシーンでは1度、ウッディが制作スタッフとして、虫サイズで登場する。
- マニーが手品で使用した中国・山珍の飲茶の入れ箱がピクサーの後作品で複数回登場する。
- P.T.フリーがサーカス団員を解雇にした会場の近くには、ピクサー長編作品に毎回登場するピザ・プラネットのGYOZAバンが虫の町であるトレーラーハウスと連結されて登場する。
  - この中の虫の居酒屋で前作で登場したピザプラネットのドリンクカップがある。
  - 2作後の『モンスターズ・インク』でランドールがサリー達により人間界へ追放されるシーンでも同じセットが登場する。その際、トレーラーハウス内にニモが居る。
- 虫の町の入口エリアの箱に書かれてある番号がA113。
- 監督のジョン・ラセターとアンドリュー・スタントンがその他の声の出演に参加している。
- 2008年にはDVDに『WALL・E/ウォーリー』のフィギュアストラップが付いたバージョンが発売された。
- 『カールじいさんの空飛ぶ家』と同じく、トミカに登場していない作品である。
- NGシーンでフリックがバズ・ライトイヤーのモノマネ「無限のかなたへ、さあ行くぞ！」をしている。
- アント・アイランドのデータが次作『トイ・ストーリー2』の冒頭シーンに登場する惑星に流用される。また、アルのトイバーン店内に当作品の玩具があり、アンディの部屋の8月カレンダーも当作品のもの、更にはヤードセールにて当作品で登場した首輪も登場する。
- フリックとハイムリックが登場したトイ・ストーリー2は、2010年7月25日にテレビ朝日系で日曜洋画劇場にて放送された。
- 秋田県と福井県、徳島県と佐賀県では全ての民放にハイムリックが登場している。これはTBS系局の無いことが影響してある。
- 今作からファインディング・ニモまで採用された、冒頭のディズニーの眠れる森の美女の城の音楽は2代目。また、オープニング前にピクサーのルクソーJr.のパターンが流れるのは今作が初で、3D作品『カールじいさんの空飛ぶ家』『トイ・ストーリー3』の劇場公開版でやっとマイナーチェンジ版（アングル変更版）が登場した。
- この作品と『カーズシリーズ』と2020年作品『2分の1の魔法』は、全編を通じて人間が一切登場しない作品となった。

## ゲーム
コナミから1999年10月28日にPlayStation用の3Dアクションゲームが発売された。Traveller's Talesが開発。日本国外ではNINTENDO 64版やPC版やゲームボーイカラー版もある。

## テレビ放送
フジテレビ系で2006年1月14日土曜日に『プレミアムステージ』（現・土曜プレミアム）枠で放送された。